# Druzi
Druzi (arapski: al-Tawhid, 'narod monoteizma', Al-muwahhidūn, 'monoteisti'), vjerska i etnička skupina koji sami sebe nazivaju Mowahhidoon (Mowahhid u jednini) ili monoteisti. Svoje domovine nemaju, a i njihovo podrijetlo nije razjašnjeno. Danas su naseljeni u planinskim selima Libanona, Sirije, Izraela i Palestinske samouprave. Prema jednom mišljenju podrijetlom su perzijski kolonisti, a po drugoj teoriji potječu od kršćana iz vremena križarskih ratova. Ime Druzi dobili su po jednom od utemeljitelja ismailitskog pokreta šijitskog islama Muhammadu ibn Ismail Ad-Durziju (Nashtakeen).
Karakteristično je za Druze da ne slijede pet stupova islama, zabranjuju poligamiju i ropstvo, a svoje vjerske sastanke održavaju četvrtkom. Zbog ovoga većina muslimana ne smatra ih dijelom islamskog svijeta. Unutar zajednice postoji podjela na dvije glavne skupine, većinska vanjska al-Juhhāl, koji čine oko 80 % druzijske populacije i žive po principu taqīyah i zabranjen im je pristup tajnama svetih knjiga. Druga je al-ʿuqqāl, koji nose posebnu tamnu odjeću i bijele turbane, briju glave i nose brkove.
Uz metempsihozu, reinkarnaciju umrlih u tijela novorođenih i stalan broj duša, vjeruju i u kontinuirano pojavljivanje božanstva u ljudskom obliku, a fatimidski kalif Al-Hakim bi-Amr Allah, posljednja je najveća božja inkarnacija. 
Druzi su patrijarhalno feudalno društvo sa strogom društvenom podjelom. Na glasu su po gostoljubivosti i ratobornosti, a prakticiraju i krvnu osvetu.
Populacija Druza iznosi 360.000 u Siriji; 280.000 u Libanonu; 125.300 u Izraelu; 20.000 u Jordanu; i drugdje u svijetu. U Izraelu žive u selima Kfar Abu Sinan, Beit Jann, Julis, Hurfeish, Yanuh-Jatt, Yirka, Kisra-Sumei, Sajur, Ein al-Asad, Peq'in, Rame, Shefar'am, Mughar, Dalyat el-Karmel-Isifya, Beq'ata, Majdal Shams, Mas'ad and Ein Qiniye.

## Vanjske poveznice
|  | Zajednički poslužitelj ima još gradiva o temi Druzi |